# Vitkronad spadnäbb
Vitkronad spadnäbb (Platyrinchus platyrhynchos) är en fågel i familjen tyranner inom ordningen tättingar.

## Utseende och läte
Vitkronad spadnäbb är en liten flugsnapparliknande fågel med grått huvud kontrasterande med vit strupe och gulbrun undersida. Den är något större och knubbigare än andra spadnäbbar, med renare ansiktsteckning. Lätet är vasst och sången en först stigande och sedan fallande drill.

## Utbredning och systematik
Vitkronad spadnäbb delas in i fyra underarter:
- P. p. platyrhynchos – förekommer från östligaste Colombia till södra Venezuela, Guyanaregionen och norra Brasilien
- P. p. senex – förekommer från östra Ecuador till östra Peru (Loreto), nordvästra Bolivia och västra Brasilien
- P. p. nattereri – förekommer i västra Brasilien (från Rio Purus till Rio Madeira och Rio Jiparaná)
- P. p. amazonicus – förekommer i Amazonområdet i Brasilien, från Rio Tapajós österut till Pará

### Familjetillhörighet
Spadnäbbarna placeras vanligen i familjen tyranner. DNA-studier visar dock att Tyrannidae består av fem klader som skildes åt redan under oligocen,, varför vissa auktoriteter behandlar dem som egna familjer. Spadnäbbarna förs då till Platyrinchidae tillsammans med manakintyrann och kungsfågeltyrann ingår.

## Levnadssätt
Vitkronad spadnäbb hittas i högrest regnskog. Där uppträder den enstaka eller i par i undervegetationen och kan vara svår att få syn på. Fågeln födosöker från låga sittplatser, varifrån den gör utfall för att fånga insekter på bladens undersidor.

## Status och hot
Arten har ett stort utbredningsområde, men tros minska i antal, dock inte tillräckligt kraftigt för att den ska betraktas som hotad. Internationella naturvårdsunionen IUCN listar arten som livskraftig (LC).